# Kanton Saint-Gildas-des-Bois
Der Kanton Saint-Gildas-des-Bois war bis 2015 ein französischer Wahlkreis im Arrondissement Saint-Nazaire, im Département Loire-Atlantique und in der Region Pays de la Loire; sein Hauptort war Saint-Gildas-des-Bois. Letzte Vertreterin im Generalrat des Départements war von 2014 bis 2015 Colette Fréhel (UMP).

## Gemeinden
Der Kanton Saint-Gildas-des-Bois umfasste die Wahlberechtigten aus fünf Gemeinden:
| Gemeinde              | Bretonisch        | Einwohner (2012) | Fläche (km²) | Code postal | Code Insee |
| --------------------- | ----------------- | ---------------- | ------------ | ----------- | ---------- |
| Drefféac              | Devrieg           | 2031             | 14,16        | 44530       | 44053      |
| Guenrouet             | Gwenred           | 3222             | 69,90        | 44530       | 44068      |
| Missillac             | Merzhelieg        | 5016             | 59,55        | 44780       | 44098      |
| Saint-Gildas-des-Bois | Gweltaz-Lambrizig | 3534             | 33,42        | 44530       | 44161      |
| Sévérac               | Severeg           | 1627             | 22,41        | 44530       | 44196      |
| Kanton                |                   | 15.430           | 199,44       | –           | 4436       |